# Гаплогруппа W (мтДНК)
Гаплогруппа W — гаплогруппа митохондриальной ДНК человека.

## Происхождение
Предком гаплогруппы W является гаплогруппа N2.

## Распространение
Гаплогруппа W представлена в Европе, Западной и Южной Азии.
В других местах доля данной гаплогруппы минимальна. Наиболее высокая концентрация — на севере Пакистана. Неклассифицированный родственный подкласс N* обнаружен у аборигенов Австралии.
Является одним из лучших маркеров материнской линии индоевропейского происхождения. Условно обозначается Брайаном Сайксом как клан Ванда (Wanda-clan). Гаплогруппа W представлена в низких частотах в большинстве стран Европы, в Анатолии, вокруг Каспийского моря, и от индо-пакистанской границы в Синьцзяне.
Сибирь
- тувинцы – 2,1%.[4]

### Кавказ
Абхазо-адыгские народы
- абхазы – 5,1%, адыги – 4,5%, абазины – 3,8%, черкесы – 3,3%.[5]

Иранские народы
- южные осетины – 4,2%, северные осетины – 2,9%.[5]

Картвелы
- мегрелы – 3,9%.[5]

Тюркские народы
- кубанские ногайцы – 6,1%, карачаевцы – 0,9%.[5]
- балкарцы – 0,4%; чегемцы – 1,7%.[6] (W*)

## Палеогенетика
- W1 определили у неолитического жителя Барцина[тур.] в Анатолии (6500—6200 лет до н. э.)[7]
- W1-119 определили у представителя культуры линейно-ленточной керамики Klein7 (ранний неолит, 7244—7000 лет до настоящего времени) из Клайнхадерсдорфа[нем.] в Австрии[8]
- W1, W3 и W6 определили в образцах позднего неолита и ранней бронзы из Германии и России, W1 идентифицирована в образце неолита с Пиренейского полуострова[7]
- W5 определили у представителя культуры воронковидных кубков poz737/ind. 1 (3700—3300 лет до н. э.) из Samborzec 1 в Польше. W1 определили у образцов poz377/gr. 10 (3300—3100 лет до н. э.), poz465/gr. 13, ind. 5 (3495—3027 лет до н. э.), poz471/gr. 13, ind. 12 (3500—2900 лет до н. э.)[9]
- Гаплогруппа W была обнаружена у представителя энеолитической трипольской культуры[10]
- W1c определили у представителя культуры шнуровой керамики poz483/gr. 23 (2886—2582 лет до н. э.) из Święcica 1 в Польше[9]
- W6 определили у представителя катакомбной культуры I20077 (2800—2200 лет до н. э., MDA_Catacomb_MBA, Sărăteni) из Молдавии (Y-хромосомная гаплогруппа R1b1a1b1b-M12149)[11]
- W3a1c определили у представителя культуры колоколовидных кубков из Богемии VLI029 (Vliněves_4471/H248, 2400 лет до н. э.)[12]
- W определили у представителя культуры Езеро I19458 (2466-2297 лет до н. э., BGR_Tell_Ezero_EBA, Tell Ezero) из Болгарии (Y-хромосомная гаплогруппа R1b1a1b1a1-L52)[11]
- W6a определили у представительницы катакомбной культуры NEO174 из могильника Ксизово 6 на южной окраине села Ксизово (Липецкая область) при впадении реки Снова в Дон[13].
- W5b определили у представителя культуры шнуровой керамики poz279 (3860±35 лет до настоящего времени) из Мальжице[англ.] (Польша)[14]
- W4a и W6 определены у образцов из БМАК (Бактрийско-Маргианский археологический комплекс)[15]
- W1 определили у микенца I13579 (1382-1134 calBCE,   GRC_Mycenaean_Kastrouli_BA, Kastrouli (Desfina, Phokis, near Delphi)) из Греции (Y-хромосомная гаплогруппа J2a1a2b2a2b2~-Y14434)[11]
- W6, W8 и W3a1 определили у мумий из египетского Абусира[16]
- W3a1 определили у образца I12457 из железного века Пакистана (долина Сват, 1044—922 лет до н. э., Loebanr Grave 65). W3a1b определили у образцов I8997 и I8998 (1000—800 лет до н. э.)[17]
- W5 определена у образца из Monte Sirai на Сардинии (конец V века до нашей эры)[7]
- W3a1 определили у образца KNT003.A0101 из Коныр Тобе (II—V века)[18]
- W+194 определили у образца I15548 из Сербии (Serbia_TimacumSlog, 380—410 годы, Y-ДНК: J2b2a1a1a1a1a1a1~-Z1043)[19]
- W1 определили у христианского образца MIS-TC и позднемероитского образца MIS-TMT из некрополя Миссиминия (Missiminia Necropolis) в районе Абри (Abri) в Верхней Нубии (500 — 1400 годы)[20]
- W6 определили у византийского образца I10430 из Орхангази (679-823 calCE, Мармара, Бурса) в Анатолии (Y-хромосомная гаплогруппа I2a1a2b1a1-Y3120)[11]
- W3b определили у образца I26749 из Хорватии (Croatia_Brekinjova, 774—885 года, Y-ДНК: J1a2a1a2d2b2b2c4d~-Y4349)[19]
- W6 определили у двух образцов из карельской Хийтолы (1200—1500 годы) в Лахденпохском районе[21]
- W3a1 (субклад W3a1f*[22]) определили у образца Sunghir 6 (730—850 л. н., 1100—1220 гг.) из средневекового захоронения на стоянке Сунгирь на окраине Владимира[23]
- Гаплогруппа W обнаружена у гренландского образца VK191 (1404 год), W3a1 обнаружена у датского образца VK338 с острова Лангеланн (X век) и у шведского образца VK459 с острова Готланд (900—1050 гг.), W6 обнаружена у польского образца VK211 из Цедыни (XI—XIII век), W6a обнаружена у эстонского образца VK554 (VIII век) из корабля «Салме-2»[англ.] (волость Сальме, Эстония)[24]

## Публикации
2010
- Литвинов С. С. Изучение генетической структуры народов Западного Кавказа по данным о полиморфизме Y-хромосомы, митохондриальной ДНК и Alu-инсерций. — Уфа, 2010. — 23 с.

2012
- Sukernik, R. I., Volodko, N. V., Mazunin, I. O., Eltsov, N. P., Dryomov, S. V., & Starikovskaya, E. B. (May 2012). Mitochondrial genome diversity in the tubalar, even, and ulchi: Contribution to prehistory of native siberians and their affinities to native americans. American Journal of Physical Anthropology. 148 (1): 123–138. doi:10.1002/ajpa.22050. PMID 22487888.{{cite journal}}:  Википедия:Обслуживание CS1 (множественные имена: authors list) (ссылка)

2019
- Джаубермезов М. А., Екомасова Н. В., Рейдла М., Литвинов С. С., Габидуллина Л. Р., Виллемс Р., Хуснутдинова Э. К. Генетическая характеристика балкарцев и карачаевцев по данным об изменчивости митохондриальной ДНК // Генетика. — 2019. — Т. 55, № 1. — С. 110—120.

### Общие сведения
- - Ian Logan’s Mitochondrial DNA Site

### Гаплогруппа W
- - Spread of Haplogroup W, from National Geographic